# Kanton Revel
Kanton Revel (francouzsky Canton de Revel) je francouzský kanton v departementu Haute-Garonne v regionu Midi-Pyrénées. Tvoří ho 13 obcí.

## Obce kantonu
- Bélesta-en-Lauragais
- Falga
- Juzes
- Maurens
- Montégut-Lauragais
- Mourvilles-Hautes
- Nogaret
- Revel
- Roumens
- Saint-Félix-Lauragais
- Saint-Julia
- Vaudreuille
- Vaux